# Чагулак
Острів Чагулак (також відомий як Чугул, Чугула, Чегоула або Чугулок;  рос. Чагулак) — невеликий незаселений вулканічний острів у групі Чоторьохсопочних островів на Алеутських островах на південному заході Аляски, США. Острів шириною 3,1 км  складається з одного конуса висотою 1142 м. Чагулак є стратовулканом і відокремлений від сусіднього острова Амукта протокою шириною приблизно 6,9 км, хоча два острови з’єднані під водою. Жодних вивержень не було зареєстровано, і про вулкан відомо дуже мало, оскільки єдине дослідження, проведене на Чагулаку, це хімічний аналіз «базальтового андезиту з низьким вмістом калію та високим вмістом глинозему» з північного берега.

## Галерея

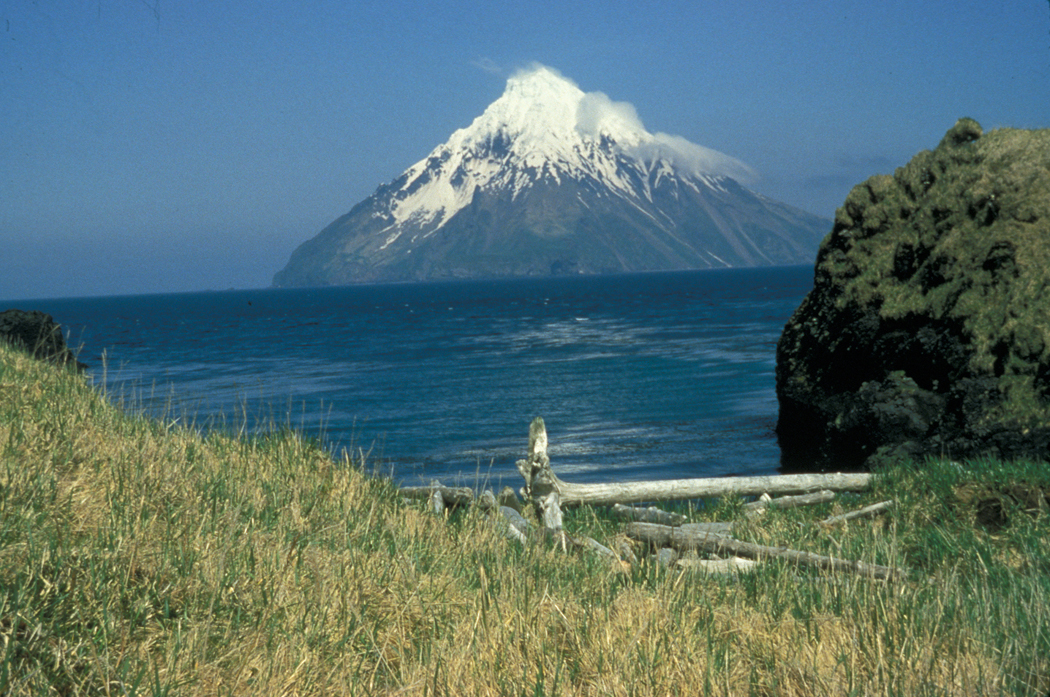
Острів Чагулак з острова Амукта
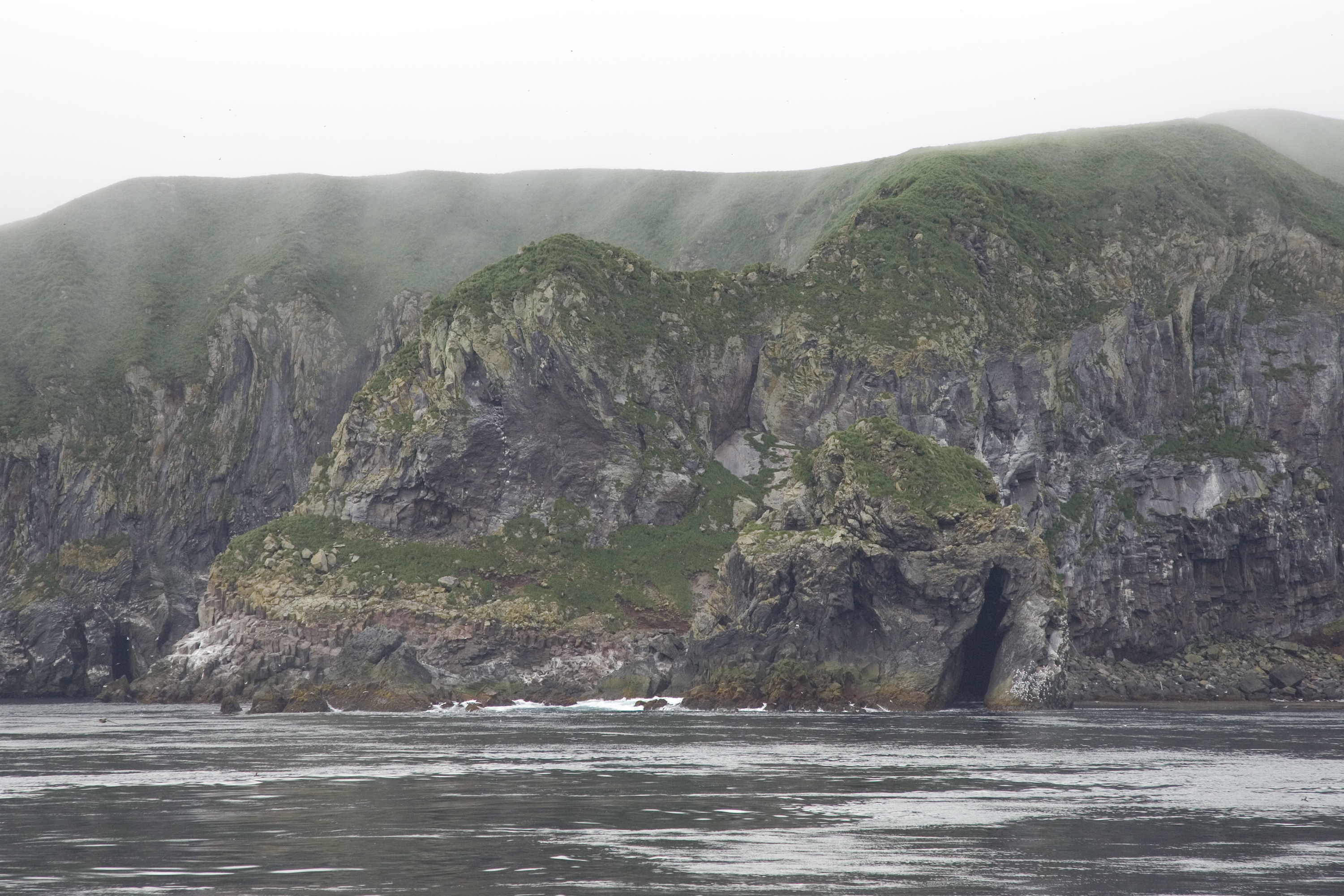
Острів Чагулак
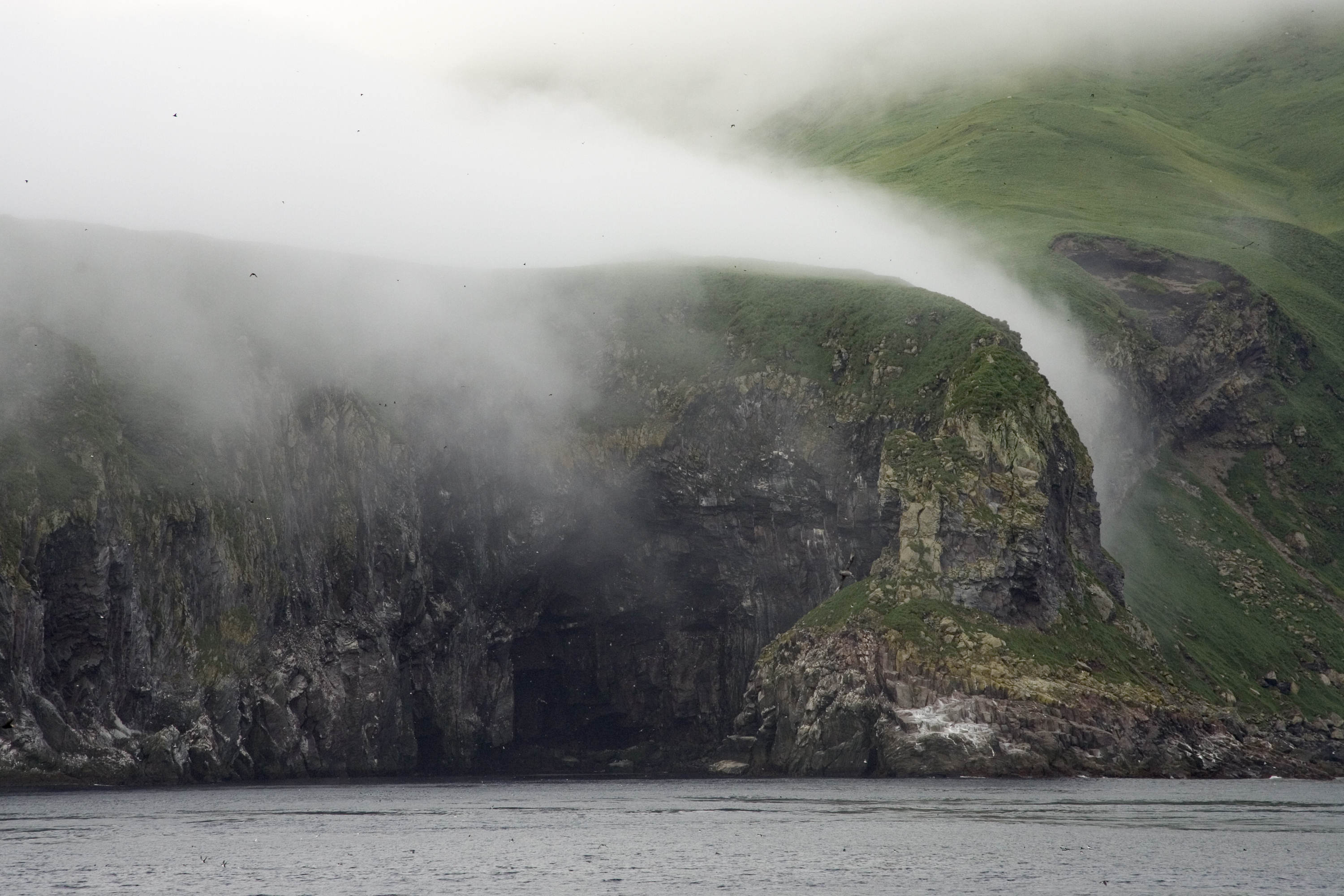
Берег острова Чагулак в тумані
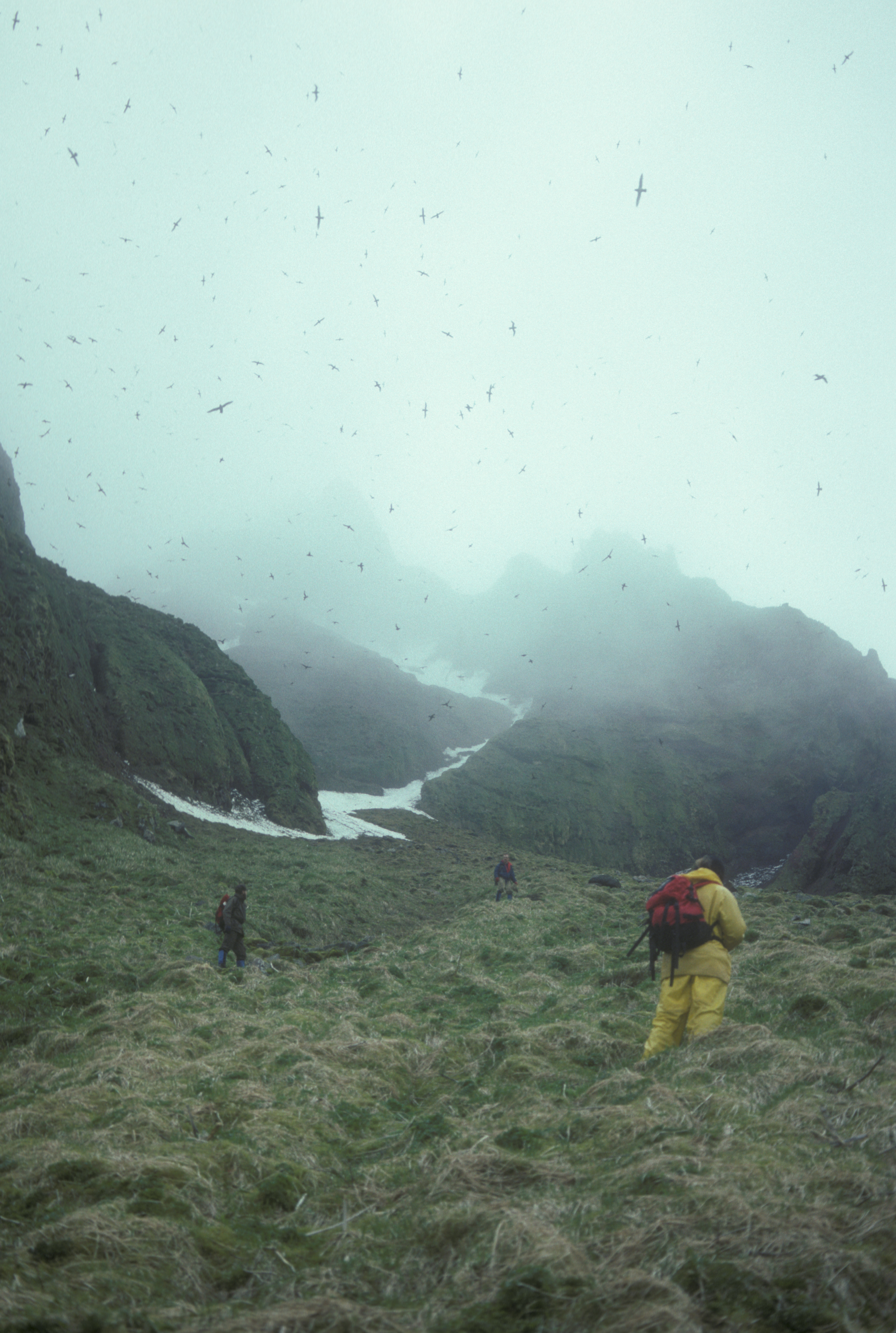
Експедиція на острів Чагулак (1990)